# Седан (кратер)
Седан — кратер, образовавшийся в результате ядерного испытания Седан. Находится в пределах полигона в Неваде, в 19 км к юго-западу от озера Грум-лейк, от Зоны 51. Кратер был внесен в Национальный реестр исторических мест США 21 марта 1994 года.
Кратер — результат смещения 11 млн тонн земли. Свыше 10 000 человек в год посещают этот кратер. Министерство энергетики США и отделение Администрации по национальной ядерной безопасности в Неваде предоставляют возможность посетить кратер. Аналогичный советский кратер — Чаган, в нём образовалось озеро Чаган.

## Характеристики
- Максимальная глубина[5][2] — 320 футов (98 м)
- Максимальный диаметр[5][2] — 1280 футов (390 м)
- Объём[6][2] — 6,6 миллиона кубических ярдов (5 миллионов кубических метров)
- Масса, сдвинутая взрывом[5][2] — 11 миллионов тонн.
- Максимальная высота губы кратера[6][2] — 100 футов (30 м)
- Минимальная высота губы кратера[6][2] — 20 футов (6,1 м)

## История создания

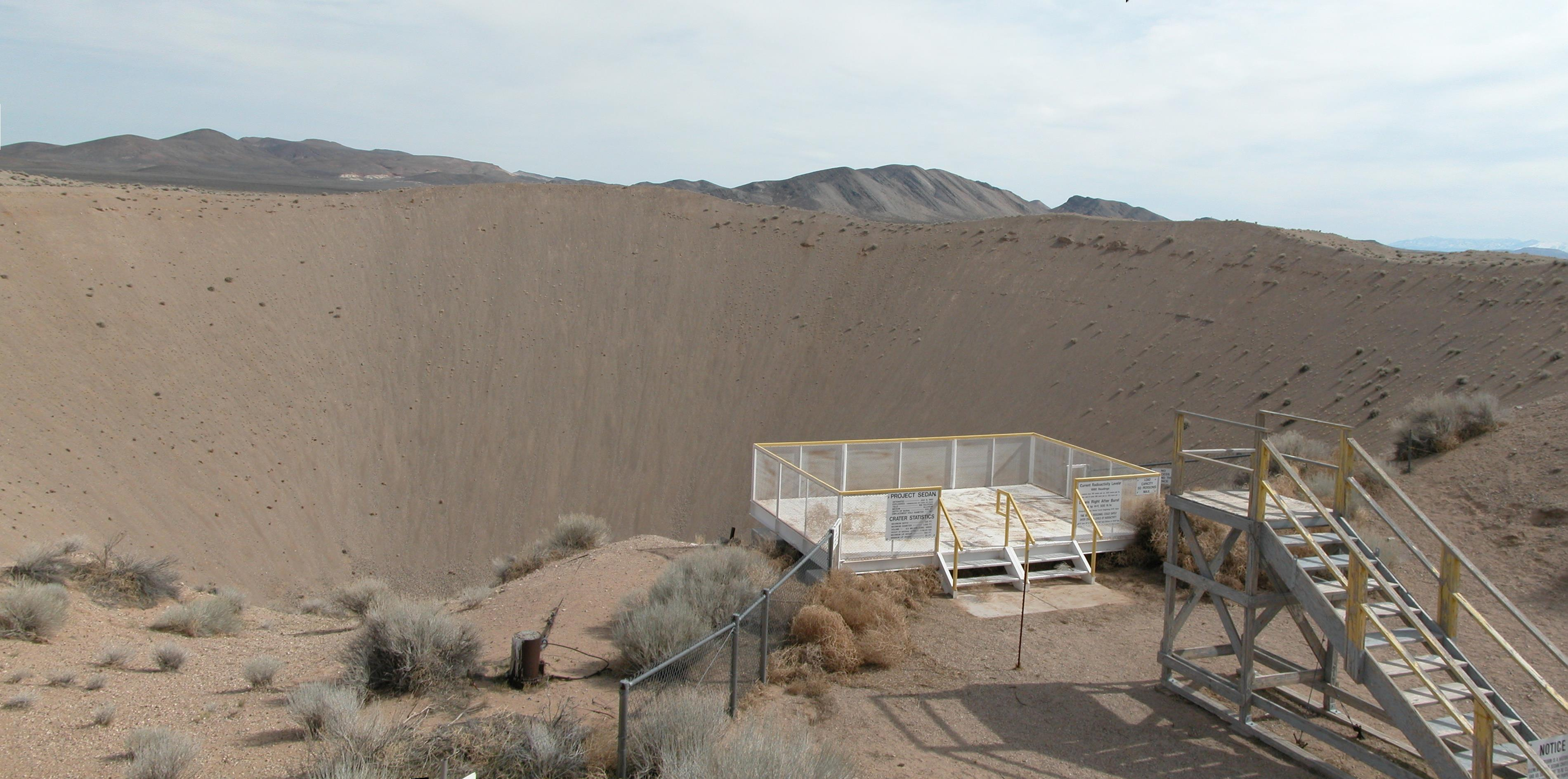
Смотровая площадка

Кратер был создан 6 июля 1962 года в результате термоядерного взрыва мощностью 104 килотонны в тротиловом эквиваленте. Взрывное устройство находилось на 194 м ниже дна пустыни в Зоне 10. Этот взрыв был самым крупным в рамках операции «Плаушер» (среди взрывов, в ходе которых взрывное устройство находилось под землёй). В результате взрыва облучению подверглось более 13 миллионов человек. Через 7 месяцев можно было безопасно пройти по дну кратера без защитной одежды и сделать фотографии.
Поскольку кратеры на испытательном полигоне в Неваде напоминают кратеры Луны, 11 из 12 американских астронавтов, ступивших на Луну, тренировались в Неваде перед полётами.

## Флора
Перекати-поле (Kali tragus) — одно из основных растений здесь, также здесь растут некоторые травы. Согласно данным 1993 года, многолетние кустарники, находившиеся там ранее, не появились здесь снова.

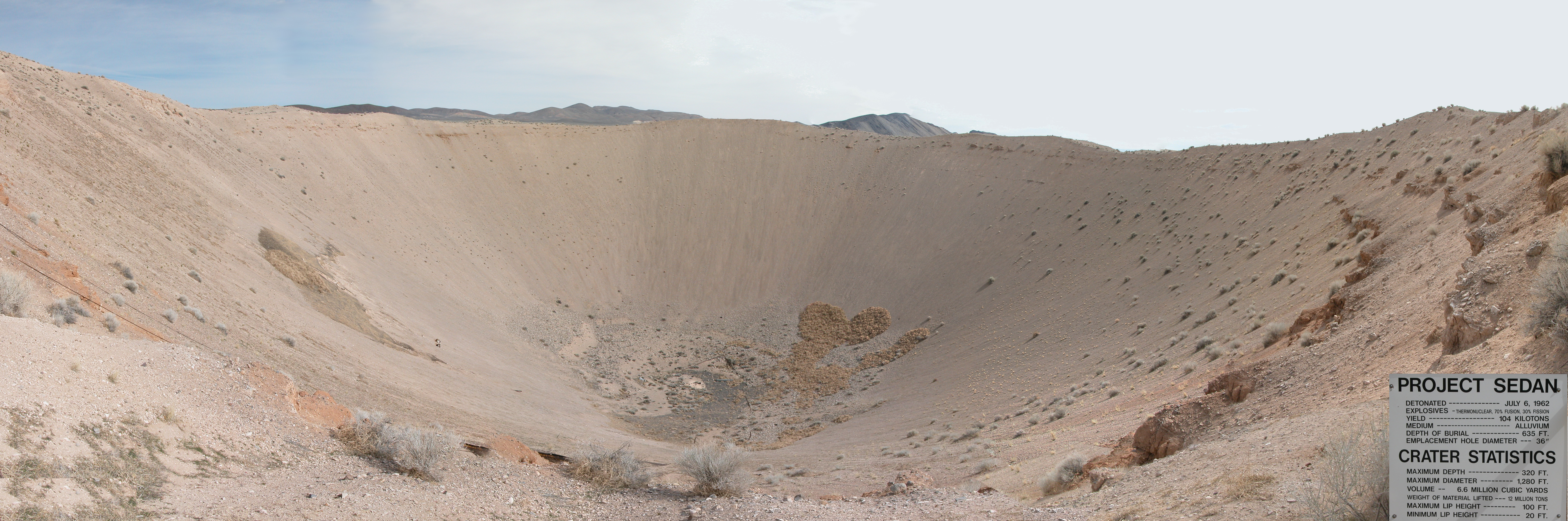
Панорама кратера